# 篠崎 (企業)
株式会社篠崎（しのざき）は、福岡県朝倉市に本社・工場を置き、日本酒や焼酎・甘酒・リキュールなどを製造・販売する、日本の醸造業者である。

## 概要
江戸時代後期に筑前国・比良松村（現在の朝倉市）で創業。1922年（大正11年）8月、「合資会社篠崎商店」として会社法人化、1992年10月、株式会社に改組したのに伴い「株式会社篠崎」を設立。
もともとは清酒の蔵元としてスタートしたが、近年ではこれに加え、長期熟成麦焼酎・甘酒・リキュールなども製造している。

## 商品

### 日本酒
- 国菊 純米大吟醸
- 国菊 大吟醸
- 国菊 純米酒
- 国菊 にごり酒
- 国菊 上撰

### 焼酎
- 千年の眠り（麦焼酎）
- 古酒 博多献上（麦焼酎）
- 雅の刻（麦焼酎）
- 古の扉（麦焼酎）

### リキュール
- あまおう、はじめました。（あまおう梅酒　500㎖・1800㎖）
- 馬路村のゆず、はじめました。（ゆず梅酒　500㎖・1800㎖）
- こだわりぬいた宮崎のプレミアムマンゴー、はじめました。（マンゴー梅酒　500㎖）
- もも、はじめました。（もも梅酒　500㎖・1800㎖）
- りんご、はじめました。（りんご梅酒　500㎖・1800㎖）

### スピリッツ
- アルコール66レッド

### ジン
- Jin40 ASAKURA CRAFT GIN

### 甘酒
- 国菊 あまざけ（350㎖・500㎖・900㎖）
- 国菊 黒米甘酒（900㎖）
- 国菊 発芽玄米甘酒（720㎖）

## 近年の主な受賞歴

### 日本酒
- 全国新酒鑑評会　金賞（平成17年度より9年連続入賞）

平成17年度・18年度・19年度・21年度・23年度・24年度
- IWC（インターナショナル・ワイン・チャレンジ）

「国菊　大吟醸」2008年度　最優秀トロフィー賞

### リキュール
- 天満天神梅酒大会

「あまおう、はじめました。（あまおう梅酒）」
2011年　一般投票の部　第5位
2012年　一般投票の部　第2位
「馬路村のゆず、はじめました。（ゆず梅酒）」
2013年　一般投票の部　第1位
「宮崎のこだわりぬいたプレミアムマンゴー、はじめました。」
2014年　一般投票の部　第5位